# Fanny Montellanos
Fanny Esther Montellanos Carbajal es una licenciada en Educación y funcionaria peruana. Es la actual ministra de la Mujer y Poblaciones Vulnerables en el gobierno de Dina Boluarte, desde el 31 de enero de 2025.

## Biografía

### Formación académica
Es licenciada en Educación. Tiene una Maestría en Política Social, con mención en Promoción de Infancia. Cuenta con un Diplomado en Programas de Protección Social para las Américas en la Pontificia Universidad Católica de Chile.

### Trayectoria
A lo largo de su carrera, ha trabajado en los programas sociales de su país, enfocados en la infancia y la lucha contra la pobreza.
Fue directora del Programa Integral Nacional de Bienestar Familiar (INABIF) y del Programa Nacional Wawa Wasi; y miembro del Gabinete de Asesores del Ministerio de Desarrollo e Inclusión Social.
De 2019 a 2022 fue Directora Ejecutiva del Programa Nacional Cuna Más. Luego pasó a ser Viceministra de Políticas y Evaluación Social del Ministerio de Desarrollo e Inclusión Social, cargo que ejercía hasta antes de jurar como Ministra de Estado.

### Ministra de Estado
El 31 de enero de 2025, fue nombrada y juramentada como ministra de la Mujer y Poblaciones Vulnerables por la presidenta Dina Boluarte, en reemplazo de Ángela Hernández Cajo.